# Johann Mikula

Johann Mikula

Johann Mikula (* 8. September 1900 in Schlatten, Kärnten; † 11. Dezember 1978 in Sankt Jakob im Rosental, Kärnten) war ein österreichisch-deutscher Politiker (NSDAP).

## Leben und Wirken
Nach dem Besuch der Volksschule arbeitete Mikula bis zu seinem 18. Lebensjahr als Hilfsarbeiter bei den Österreichischen Bundesbahnen. Von Januar 1919 bis Oktober 1920 gehörte er der Volkswehr der Stadt Velden am Wörther See an. Seit dem 16. November 1920 stand Mikula im Dienst der Österreichischen Bundesbahn und der Deutschen Reichsbahn. Seit 1934 war er illegales Mitglied der NSDAP, er beantragte am 13. Mai 1938 die reguläre Aufnahme in die Partei und wurde rückwirkend zum 1. Mai desselben Jahres aufgenommen (Mitgliedsnummer 6.138.025). Daneben war er Mitglied des Kärntner Abwehrkämpferbundes und Führer des Heimatkreises Schlatten-Rosenbach.
Von April 1938 bis zum Ende der NS-Herrschaft im Frühjahr 1945 saß Mikula als Abgeordneter für das Land Österreich im nationalsozialistischen Reichstag. Ab 1942 war er Beisitzer beim Kreisparteigericht in Radmannsdorf.

## Ehe und Familie
Mikula war seit 1925 mit Maria Sitar (* 16. Februar 1907 in Friesniz/Kärnten; † 16. September 1992 in Maria Elend/Kärnten) verheiratet.